# 稻叶泰弘
稻叶泰弘（日语：／ Inaba Yasuhiro，1985年10月21日—），日本男子摔跤运动员。他曾代表日本参加世界摔跤锦标赛，获得一枚铜牌。他也曾参加2010年亚洲运动会，获得男子自由式55公斤级铜牌。